# Mondi

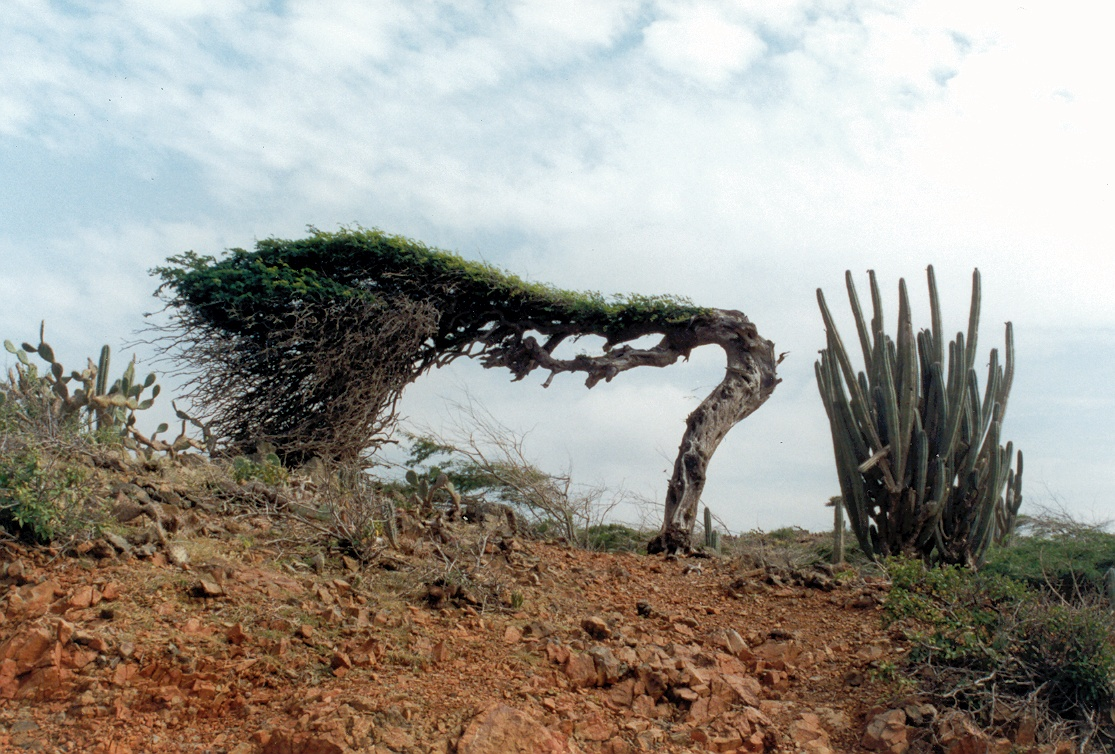
Foto van een dividiviboom op Aruba, een van de kenmerkende planten van de mondi.

Mondi (Papiamentu) is de benaming die op de Benedenwindse Eilanden wordt gebruikt voor onontgonnen wildernis op de eilanden. De mondi wordt gekenmerkt door de oorspronkelijke vegetatie van het gebied, waaronder de dividiviboom (een nationaal symbool van Curaçao) en succulenten als Aloë en Agave. Wanneer deze oorspronkelijke begroeiing geruimd wordt maar later opnieuw verwildert, herstelt de oorspronkelijke vegetatie zich doorgaans niet. De nieuw ontstane wildernis wordt meestal gekenmerkt door andere planten, zoals de woekerende en doornige Wabistruik en de rubberliaan (Pal'i lechi). Hoewel een dergelijk opnieuw verwilderd terrein vaak mondi wordt genoemd, is het dat niet. Ontgonnen landelijke gedeelten van de eilanden worden namelijk kunuku genoemd, ook als die later weer overwoekerd raken.